# НБА в сезоні 1998–1999
Сезон НБА 1998–1999 був 53-ім сезоном в Національній баскетбольній асоціації. Переможцями сезону стали «Сан-Антоніо Сперс», які здолали у фінальній серії «Нью-Йорк Нікс», і уперше в історії отримали титул найсильнішої команди ліги.
Сезон був скороченим через локаут, викликаний трудовою суперечкою між власниками клубів з одного боку, і гравцями, інтереси яких представляла Асоціація гравців НБА, з іншого. Перші намагалися насамперед запровадити ліміт максимальної заробітної платні гравців, а другі виступали проти цієї ініціативи, а також вимагали збільшення мінімальної зарплатні для гравців ліги. Локаут тривав з 1 липня 1998 по 20 січня 1999 року і завершився досягненням компромісу, який був ближчим до переговорних позицій власників клубів. Замість листопада 1998 сезон розпочався 5 лютого 1999 року. Прийнятий перед його початком формат передбачав збереження повноцінного плей-оф, натомість регулярний сезон через брак часу був скорочений з 82 до 50 ігор для кожної з команд.

## Регламент змагання
Участь у сезоні брали 29 команд, розподілених між двома конференціями — Східною і Західною, кожна з яких у свою чергу складалася з двох дивізіонів.
Через локаут, який відтермінував початок сезону до початку лютого 1999 року, по ходу регулярного сезону кожна з команд-учасниць провела по 50 ігор, замість запланованих 82. Формат регулярного сезону був вимушено змінений, через що деякі команди ліги між собою під час сезону взагалі не зустрічалися, оскільки акцент було зроблено на збереженні максимально можливої кількості ігор команд кожного з дивізіонів між собою.
До раунду плей-оф виходили по вісім найкращих команд кожної з конференцій, причому переможці дивізіонів посідали місця угорі турнірної таблиці конференції, навіть при гірших результатах, ніж у команд з інших дивізіонів, які свої дивізіони не виграли. Плей-оф відбувався за олімпійською системою, за якою найкраща команда кожної конференції починала боротьбу проти команди, яка посіла восьме місце у тій же конференції, друга команда конференції — із сьомою, і так далі. У першому раунді плей-оф переможець кожної пари визначався у серії ігор, яка тривала до трьох перемог однієї з команд. У подальших раундах, включаючи фінали конференцій, для перемоги у кожній парі команді потрібно було виграти чотири зустрічі.
Чемпіони кожної з конференцій, що визначалися на стадії плей-оф, для визначення чемпіона НБА зустрічалися між собою у Фіналі, що складався із серії ігор до чотирьох перемог.

## Регулярний сезон
Регулярний сезон тривав з 5 лютого – 5 травня 1999, найкращий результат по його завершенні мали «Сан-Антоніо Сперс».

### Підсумкові таблиці за дивізіонами
| Атлантичний                     | В  | П  | %П   | Відст | Дом   | Гост  | Див  |
| ------------------------------- | -- | -- | ---- | ----- | ----- | ----- | ---- |
| y-«Маямі Гіт»                   | 33 | 17 | .660 | –     | 18–7  | 15–10 | 12–8 |
| x-«Орландо Меджик»              | 33 | 17 | .660 | –     | 21–4  | 12–13 | 12–6 |
| x-«Філадельфія Севенті-Сіксерс» | 28 | 22 | .560 | 5     | 17–8  | 11–14 | 9–10 |
| x-«Нью-Йорк Нікс»               | 27 | 23 | .540 | 6     | 19–6  | 8–17  | 12–8 |
| «Бостон Селтікс»                | 19 | 31 | .380 | 14    | 10–15 | 9–16  | 10–9 |
| «Вашингтон Візардс»             | 18 | 32 | .360 | 15    | 13–12 | 5–20  | 6–13 |
| «Нью-Джерсі Нетс»               | 16 | 34 | .320 | 17    | 12–13 | 4–21  | 6–13 |

| Центральний          | В  | П  | %П   | Відст | Дом   | Гост  | Див   |
| -------------------- | -- | -- | ---- | ----- | ----- | ----- | ----- |
| y-«Індіана Пейсерз»  | 33 | 17 | .660 | –     | 18–7  | 15–10 | 15–7  |
| x-«Атланта Гокс»     | 31 | 19 | .620 | 2     | 16–9  | 15–10 | 15–8  |
| x-«Детройт Пістонс»  | 29 | 21 | .580 | 4     | 17–8  | 12–13 | 13–8  |
| x-«Мілвокі Бакс»     | 28 | 22 | .560 | 5     | 17–8  | 11–14 | 13–11 |
| «Шарлотт Горнетс»    | 26 | 24 | .520 | 7     | 16–9  | 10–15 | 12–10 |
| «Торонто Репторз»    | 23 | 27 | .460 | 10    | 14–11 | 9–16  | 9–14  |
| «Клівленд Кавальєрс» | 22 | 28 | .440 | 11    | 15–10 | 7–18  | 9–13  |
| «Чикаго Буллз»       | 13 | 37 | .260 | 20    | 8–17  | 5–20  | 4–19  |

| Середньо-Західний         | В  | П  | %П   | Відст | Дом   | Гост  | Див  |
| ------------------------- | -- | -- | ---- | ----- | ----- | ----- | ---- |
| y-«Сан-Антоніо Сперс»     | 37 | 13 | .740 | –     | 21–4  | 16–9  | 17–4 |
| x-«Юта Джаз»              | 37 | 13 | .740 | –     | 22–3  | 15–10 | 15–3 |
| x-«Х'юстон Рокетс»        | 31 | 19 | .620 | 6     | 19–6  | 12–13 | 12–9 |
| x-«Міннесота Тімбервулвз» | 25 | 25 | .500 | 12    | 18–7  | 7–18  | 11–9 |
| «Даллас Маверікс»         | 19 | 31 | .380 | 18    | 15–10 | 4–21  | 8–12 |
| «Денвер Наггетс»          | 14 | 36 | .280 | 23    | 12–13 | 2–23  | 5–16 |
| «Ванкувер Гріззліс»       | 8  | 42 | .160 | 29    | 7–18  | 1–24  | 3–18 |

| Тихоокеанський              | В  | П  | %П   | Відст | Дом   | Гост  | Див   |
| --------------------------- | -- | -- | ---- | ----- | ----- | ----- | ----- |
| y-«Портленд Трейл-Блейзерс» | 35 | 15 | .700 | –     | 22–3  | 13–12 | 15–7  |
| x-«Лос-Анджелес Лейкерс»    | 31 | 19 | .620 | 4     | 18–7  | 13–12 | 14–8  |
| x-«Сакраменто Кінґс»        | 27 | 23 | .540 | 8     | 16–9  | 11–14 | 11–9  |
| x-«Фінікс Санз»             | 27 | 23 | .540 | 8     | 15–10 | 12–13 | 9–10  |
| «Сіетл Суперсонікс»         | 25 | 25 | .500 | 10    | 17–8  | 8–17  | 11–10 |
| «Голден-Стейт Ворріорс»     | 21 | 29 | .420 | 14    | 13–12 | 8–17  | 8–11  |
| «Лос-Анджелес Кліпперс»     | 9  | 41 | .180 | 26    | 6–19  | 3–22  | 3–16  |

### Підсумкові таблиці за конференціями
| #  | Східна                          | Східна | Східна | Східна | Східна |
| #  | Команда                         | В      | П      | %П     | Відст  |
| -- | ------------------------------- | ------ | ------ | ------ | ------ |
| 1  | c-«Маямі Гіт»                   | 33     | 17     | .660   | –      |
| 2  | y-«Індіана Пейсерз»             | 33     | 17     | .660   | –      |
| 3  | x-«Орландо Меджик»              | 33     | 17     | .660   | –      |
| 4  | x-«Атланта Гокс»                | 31     | 19     | .620   | 2      |
| 5  | x-«Детройт Пістонс»             | 29     | 21     | .580   | 4      |
| 6  | x-«Філадельфія Севенті-Сіксерс» | 28     | 22     | .560   | 5      |
| 7  | x-«Мілвокі Бакс»                | 28     | 22     | .560   | 5      |
| 8  | x-«Нью-Йорк Нікс»               | 27     | 23     | .540   | 6      |
|    |                                 |        |        |        |        |
| 9  | «Шарлотт Горнетс»               | 26     | 24     | .520   | 7      |
| 10 | «Торонто Репторз»               | 23     | 27     | .460   | 10     |
| 11 | «Клівленд Кавальєрс»            | 22     | 28     | .440   | 11     |
| 12 | «Бостон Селтікс»                | 19     | 31     | .380   | 14     |
| 13 | «Вашингтон Візардс»             | 18     | 32     | .360   | 15     |
| 14 | «Нью-Джерсі Нетс»               | 16     | 34     | .320   | 17     |
| 15 | «Чикаго Буллз»                  | 13     | 37     | .260   | 20     |

| #  | Західна                     | Західна | Західна | Західна | Західна |
| #  | Команда                     | В       | П       | %П      | Відст   |
| -- | --------------------------- | ------- | ------- | ------- | ------- |
| 1  | z-«Сан-Антоніо Сперс»       | 37      | 13      | .740    | –       |
| 2  | y-«Портленд Трейл-Блейзерс» | 35      | 15      | .700    | 2       |
| 3  | x-«Юта Джаз»                | 37      | 13      | .740    | –       |
| 4  | x-«Лос-Анджелес Лейкерс»    | 31      | 19      | .620    | 6       |
| 5  | x-«Х'юстон Рокетс»          | 31      | 19      | .620    | 6       |
| 6  | x-«Сакраменто Кінґс»        | 27      | 23      | .540    | 10      |
| 7  | x-«Фінікс Санз»             | 27      | 23      | .540    | 10      |
| 8  | x-«Міннесота Тімбервулвз»   | 25      | 25      | .500    | 12      |
|    |                             |         |         |         |         |
| 9  | «Сіетл Суперсонікс»         | 25      | 25      | .500    | 12      |
| 10 | «Голден-Стейт Ворріорс»     | 21      | 29      | .420    | 16      |
| 11 | «Даллас Маверікс»           | 19      | 31      | .380    | 18      |
| 12 | «Денвер Наггетс»            | 14      | 36      | .280    | 23      |
| 13 | «Лос-Анджелес Кліпперс»     | 9       | 41      | .180    | 28      |
| 14 | «Ванкувер Гріззліс»         | 8       | 42      | .160    | 29      |

Легенда:
- z – Найкраща команда регулярного сезону НБА
- c – Найкраща команда конференції
- y – Переможець дивізіону
- x – Учасник плей-оф

## Плей-оф
Переможці пар плей-оф позначені жирним. Цифри перед назвою команди відповідають її позиції у підсумковій турнірній таблиці регулярного сезону конференції. Цифри після назви команди відповідають кількості її перемог у відповідному раунді плей-оф. Курсивом позначені команди, які мали перевагу власного майданчику (принаймні потенційно могли провести більшість ігор серії вдома).
|  | Перший раунд        | Перший раунд                  | Перший раунд               |   |                            | Півфінали конференції         | Півфінали конференції | Півфінали конференції |  |    | Фінали конференції   | Фінали конференції | Фінали конференції |  |    | Фінал НБА       | Фінал НБА | Фінал НБА |
|  |                     |                               |                            |   |                            |                               |                       |                       |  |    |                      |                    |                    |  |    |                 |           |           |
|  | E1                  | «Маямі Гіт»*                  | 2                          |   |                            |                               |                       |                       |  |    |                      |                    |                    |  |    |                 |           |           |
|  | E8                  | «Нью-Йорк Нікс»               | 3                          |   |                            |                               |                       |                       |  |    |                      |                    |                    |  |    |                 |           |           |
|  | E8                  | «Нью-Йорк Нікс»               | 3                          |   | E8                         | «Нью-Йорк Нікс»               | 4                     |                       |  |    |                      |                    |                    |  |    |                 |           |           |
|  |                     |                               |                            |   | E8                         | «Нью-Йорк Нікс»               | 4                     |                       |  |    |                      |                    |                    |  |    |                 |           |           |
|  |                     | E4                            | «Атланта Гокс»             | 0 |                            |                               |                       |                       |  |    |                      |                    |                    |  |    |                 |           |           |
|  | E4                  | E4                            | «Атланта Гокс»             | 0 | «Атланта Гокс»             | 3                             |                       |                       |  |    |                      |                    |                    |  |    |                 |           |           |
|  | E4                  |                               |                            |   | «Атланта Гокс»             | 3                             |                       |                       |  |    |                      |                    |                    |  |    |                 |           |           |
|  | E5                  | «Детройт Пістонс»             | 2                          |   |                            |                               |                       |                       |  |    |                      |                    |                    |  |    |                 |           |           |
|  | E5                  | «Детройт Пістонс»             | 2                          |   |                            |                               |                       |                       |  | E8 | «Нью-Йорк Нікс»      | 4                  |                    |  |    |                 |           |           |
|  | Східна конференція  |                               |                            |   |                            |                               |                       |                       |  | E8 | «Нью-Йорк Нікс»      | 4                  |                    |  |    |                 |           |           |
|  |                     | E2                            | «Індіана Пейсерз»*         | 2 |                            |                               |                       |                       |  |    |                      |                    |                    |  |    |                 |           |           |
|  | E3                  | E2                            | «Індіана Пейсерз»*         | 2 | «Орландо Меджик»           | 1                             |                       |                       |  |    |                      |                    |                    |  |    |                 |           |           |
|  | E3                  |                               |                            |   | «Орландо Меджик»           | 1                             |                       |                       |  |    |                      |                    |                    |  |    |                 |           |           |
|  | E6                  | «Філадельфія Севенті-Сіксерс» | 3                          |   |                            |                               |                       |                       |  |    |                      |                    |                    |  |    |                 |           |           |
|  | E6                  | «Філадельфія Севенті-Сіксерс» | 3                          |   | E6                         | «Філадельфія Севенті-Сіксерс» | 0                     |                       |  |    |                      |                    |                    |  |    |                 |           |           |
|  |                     |                               |                            |   | E6                         | «Філадельфія Севенті-Сіксерс» | 0                     |                       |  |    |                      |                    |                    |  |    |                 |           |           |
|  |                     | E2                            | «Індіана Пейсерз»*         | 4 |                            |                               |                       |                       |  |    |                      |                    |                    |  |    |                 |           |           |
|  | E2                  | E2                            | «Індіана Пейсерз»*         | 4 | «Індіана Пейсерз»*         | 3                             |                       |                       |  |    |                      |                    |                    |  |    |                 |           |           |
|  | E2                  |                               |                            |   | «Індіана Пейсерз»*         | 3                             |                       |                       |  |    |                      |                    |                    |  |    |                 |           |           |
|  | E7                  | «Мілвокі Бакс»                | 0                          |   |                            |                               |                       |                       |  |    |                      |                    |                    |  |    |                 |           |           |
|  | E7                  | «Мілвокі Бакс»                | 0                          |   |                            |                               |                       |                       |  |    |                      |                    |                    |  | E8 | «Нью-Йорк Нікс» | 1         |           |
|  |                     |                               |                            |   |                            |                               |                       |                       |  |    |                      |                    |                    |  | E8 | «Нью-Йорк Нікс» | 1         |           |
|  |                     | W1                            | «Сан-Антоніо Сперс»*       | 4 |                            |                               |                       |                       |  |    |                      |                    |                    |  |    |                 |           |           |
|  | W1                  | W1                            | «Сан-Антоніо Сперс»*       | 4 | «Сан-Антоніо Сперс»*       | 3                             |                       |                       |  |    |                      |                    |                    |  |    |                 |           |           |
|  | W1                  |                               |                            |   | «Сан-Антоніо Сперс»*       | 3                             |                       |                       |  |    |                      |                    |                    |  |    |                 |           |           |
|  | W8                  | «Міннесота Тімбервулвз»       | 1                          |   |                            |                               |                       |                       |  |    |                      |                    |                    |  |    |                 |           |           |
|  | W8                  | «Міннесота Тімбервулвз»       | 1                          |   | W1                         | «Сан-Антоніо Сперс»*          | 4                     |                       |  |    |                      |                    |                    |  |    |                 |           |           |
|  |                     |                               |                            |   | W1                         | «Сан-Антоніо Сперс»*          | 4                     |                       |  |    |                      |                    |                    |  |    |                 |           |           |
|  |                     | W4                            | «Лос-Анджелес Лейкерс»     | 0 |                            |                               |                       |                       |  |    |                      |                    |                    |  |    |                 |           |           |
|  | W4                  | W4                            | «Лос-Анджелес Лейкерс»     | 0 | «Лос-Анджелес Лейкерс»     | 3                             |                       |                       |  |    |                      |                    |                    |  |    |                 |           |           |
|  | W4                  |                               |                            |   | «Лос-Анджелес Лейкерс»     | 3                             |                       |                       |  |    |                      |                    |                    |  |    |                 |           |           |
|  | W5                  | «Х'юстон Рокетс»              | 1                          |   |                            |                               |                       |                       |  |    |                      |                    |                    |  |    |                 |           |           |
|  | W5                  | «Х'юстон Рокетс»              | 1                          |   |                            |                               |                       |                       |  | W1 | «Сан-Антоніо Сперс»* | 4                  |                    |  |    |                 |           |           |
|  | Західна конференція |                               |                            |   |                            |                               |                       |                       |  | W1 | «Сан-Антоніо Сперс»* | 4                  |                    |  |    |                 |           |           |
|  |                     | W2                            | «Портленд Трейл-Блейзерс»* | 0 |                            |                               |                       |                       |  |    |                      |                    |                    |  |    |                 |           |           |
|  | W3                  | W2                            | «Портленд Трейл-Блейзерс»* | 0 | «Юта Джаз»                 | 3                             |                       |                       |  |    |                      |                    |                    |  |    |                 |           |           |
|  | W3                  |                               |                            |   | «Юта Джаз»                 | 3                             |                       |                       |  |    |                      |                    |                    |  |    |                 |           |           |
|  | W6                  | «Сакраменто Кінґс»            | 2                          |   |                            |                               |                       |                       |  |    |                      |                    |                    |  |    |                 |           |           |
|  | W6                  | «Сакраменто Кінґс»            | 2                          |   | W3                         | «Юта Джаз»                    | 2                     |                       |  |    |                      |                    |                    |  |    |                 |           |           |
|  |                     |                               |                            |   | W3                         | «Юта Джаз»                    | 2                     |                       |  |    |                      |                    |                    |  |    |                 |           |           |
|  |                     | W2                            | «Портленд Трейл-Блейзерс»* | 4 |                            |                               |                       |                       |  |    |                      |                    |                    |  |    |                 |           |           |
|  | W2                  | W2                            | «Портленд Трейл-Блейзерс»* | 4 | «Портленд Трейл-Блейзерс»* | 3                             |                       |                       |  |    |                      |                    |                    |  |    |                 |           |           |
|  | W2                  |                               |                            |   | «Портленд Трейл-Блейзерс»* | 3                             |                       |                       |  |    |                      |                    |                    |  |    |                 |           |           |
|  | W7                  | «Фінікс Санз»                 | 0                          |   |                            |                               |                       |                       |  |    |                      |                    |                    |  |    |                 |           |           |

* — переможці дивізіонів.

## Лідери сезону за статистичними показниками
| Показник                   | Гравець        | Команда                       | Результат |
| -------------------------- | -------------- | ----------------------------- | --------- |
| Очки за гру                | Аллен Айверсон | «Філадельфія Севенті-Сіксерс» | 26.8      |
| Підбирання за гру          | Кріс Веббер    | «Сакраменто Кінґс»            | 13.0      |
| Передачі за гру            | Джейсон Кідд   | «Фінікс Санз»                 | 10.8      |
| Перехоплення за гру        | Кендалл Гілл   | «Нью-Джерсі Нетс»             | 2.68      |
| Блокування за гру          | Алонзо Морнінг | «Маямі Гіт»                   | 3.91      |
| % влучань з гри            | Шакіл О'Ніл    | «Лос-Анджелес Лейкерс»        | .576      |
| % влучань штрафних кидків  | Реджі Міллер   | «Індіана Пейсерз»             | .915      |
| % влучань 3-очкових кидків | Делл Каррі     | «Мілвокі Бакс»                | .476      |

## Нагороди НБА

### Щорічні нагороди
- Найцінніший гравець: Карл Мелоун, «Юта Джаз»
- Новачок року: Вінс Картер, «Торонто Репторз»
- Найкращий захисний гравець: Алонзо Морнінг, «Маямі Гіт»
- Найкращий шостий гравець: Даррелл Армстронг, «Орландо Меджик»
- Найбільш прогресуючий гравець: Даррелл Армстронг, «Орландо Меджик»
- Тренер року: Майк Данліві, «Портленд Трейл-Блейзерс»
- Менеджер року: Джефф Петрі, «Сакраменто Кінґс»
- Приз за спортивну поведінку: Герсі Гокінс, «Сіетл Суперсонікс»

| - Перша збірна всіх зірок: - F – Тім Данкан, «Сан-Антоніо Сперс» - F – Карл Мелоун, «Юта Джаз» - C – Алонзо Морнінг, «Маямі Гіт» - G – Аллен Айверсон, «Філадельфія Севенті-Сіксерс» - G – Джейсон Кідд, «Фінікс Санз» | - Друга збірна всіх зірок: - F – Кріс Веббер, «Сакраменто Кінґс» - F – Грант Гілл, «Детройт Пістонс» - C – Шакіл О'Ніл, «Лос-Анджелес Лейкерс» - G – Гарі Пейтон, «Сіетл Суперсонікс» - G – Тім Гардавей, «Маямі Гіт» | - Третя збірна всіх зірок: - F – Кевін Гарнетт, «Міннесота Тімбервулвз» - F – Антоніо Макдаєсс, «Денвер Наггетс» - C – Хакім Оладжувон, «Х'юстон Рокетс» - G – Кобі Браянт, «Лос-Анджелес Лейкерс» - G – Джон Стоктон, «Юта Джаз» |

| - Перша збірна всіх зірок захисту: - F – Тім Данкан, «Сан-Антоніо Сперс» - F – Карл Мелоун, «Юта Джаз» - F – Скотті Піппен, «Х'юстон Рокетс» - C – Алонзо Морнінг, «Маямі Гіт» - G – Гарі Пейтон, «Сіетл Суперсонікс» - G – Джейсон Кідд, «Фінікс Санз» | - Друга збірна всіх зірок захисту: - F – Пі Джей Браун, «Маямі Гіт» - F – Тео Ретліфф, «Філадельфія Севенті-Сіксерс» - C – Дікембе Мутомбо, «Атланта Гокс» - G – Едді Джоунс, «Лос-Анджелес Лейкерс»/«Шарлотт Горнетс» - G – Мукі Блейлок, «Атланта Гокс» |

| - Перша збірна новачків: - Вінс Картер, «Торонто Репторз» - Пол Пірс, «Бостон Селтікс» - Джейсон Вільямс, «Сакраменто Кінґс» - Майк Біббі, «Ванкувер Гріззліс» - Метт Гарпрінг, «Орландо Меджик» | - Друга збірна новачків НБА: - Антуан Джеймісон, «Голден-Стейт Ворріорс» - Майкл Долік, «Орландо Меджик» - Майкл Оловоканді, «Лос-Анджелес Кліпперс» - Майкл Діккерсон, «Х'юстон Рокетс» - Каттіно Моблі, «Х'юстон Рокетс» |

### Гравець місяця
| Місяць   | Гравець                                        |
| -------- | ---------------------------------------------- |
| лютий    | Аллен Айверсон («Філадельфія Севенті-Сіксерс») |
| березень | Тім Данкан («Сан-Антоніо Сперс»)               |
| квітень  | Джейсон Кідд («Фінікс Санз»)                   |

### Новачок місяця
| Місяць   | Гравець                         |
| -------- | ------------------------------- |
| лютий    | Пол Пірс («Бостон Селтікс»)     |
| березень | Вінс Картер («Торонто Репторз») |
| квітень  | Вінс Картер («Торонто Репторз») |

### Тренер місяця
| Місяць   | Тренер                                   |
| -------- | ---------------------------------------- |
| лютий    | Джеррі Слоан («Юта Джаз»)                |
| березень | Майк Данліві («Портленд Трейл-Блейзерс») |
| квітень  | Грегг Попович («Сан-Антоніо Сперс»)      |